# Podvrška
Podvrška (cyr. Подвршка) – wieś w Serbii, w okręgu borskim, w gminie Kladovo. W 2011 roku liczyła 981 mieszkańców.